# سنجیتک، افغانستان
سنجیتک (به لاتین: Senjetak) یک منطقهٔ مسکونی در افغانستان است که در ولسوالی مقر (ولایت بادغیس) واقع شده‌است.